# Michel du Lys
Michel du Lys (mort en 1562) est un gentilhomme ordinaire du roi Henri II, arrière-petit-neveu de Jeanne d'Arc.

## Biographie
Michel du Lys est le fils de Jean du Lys, dit le Picard, compagnon d’armes de Bayard, et l'arrière-petit-fils de Jacquemin du Lys, frère ainé de Jeanne d'Arc.
Il est gentilhomme ordinaire du roi Henri II. Le nom de sa femme n'est pas connu. Il meurt en 1562.
Il laisse trois enfants :
- Charles du Lys (v. 1559 - 1632), avocat général en la Cour des aides[1], dernier représenant mâle de sa famille[2] et auteur de la première généalogie de la famille de Jeanne d'Arc[3] ;
- Luc du Lys (v. 1560 - après 1628), écuyer, seigneur de Reine-Moulin, conseiller secrétaire du roi[1] ;
- Jacqueline du Lys (v. 1561 - après 1613) épouse Jean Chanterel seigneur de Bezons[1].